# Bono Tapung
Bono Tapung is een bestuurslaag in het regentschap Rokan Hulu van de provincie Riau, Indonesië. Bono Tapung telt 1918 inwoners (volkstelling 2010).